# Трансімпекс (Вишневе)
Футбольний клуб «Трансімпекс» — колишній український футбольний клуб, з міста Вишневе Києво-Святошинського району Київської області.

## Історія
У сезоні 1993/94 року «Трансімпекс» зайняв перше місце у третій зоні Аматорської ліги і здобув право виступати на професіональному рівні.
Розпочала команда сезон 1994/95 року у Третій лізі під назвою «Трансімпекс», під якою зіграла перше коло. Після першого кола команда об'єдналася з білоцерківською «Россю» і продовжила виступи у Третій лізі як фарм-клуб «Росі» під назвою «Трансімпекс-Рось-2», змінивши прописку з Вишневого на смт Терезине Білоцерківського району Київської області.
Однак і ця команда не змогла завершити чемпіонат. Після декількох неявок постала загроза виключення клубу з числа учасників змагань. Підставив плече «Схід» (Славутич), якому «Трансімпекс-Рось-2» поступилася своїм місцем в розіграші за 4 тури до його завершення. Таким чином результати виступів обидвох цих команд-попередників зараховано «Сходу». Це унікальний випадок в українському футболі.

## Досягнення
- Чемпіон України серед аматорів (1): 1993/94

## Усі сезони в незалежній Україні
| Сезон   | Чемпіонат                              | Чемпіонат | Чемпіонат | Чемпіонат | Чемпіонат | Чемпіонат | Чемпіонат | Чемпіонат | Кубок        | Кубок | Кубок | Кубок | Кубок | Кубок | Кубок | Примітка                                                                            |
| Сезон   | Ліга                                   | Місце     | І         | В         | Н         | П         | М         | О         | Етап         | І     | В     | Н     | П     | М     | О     | Примітка                                                                            |
| ------- | -------------------------------------- | --------- | --------- | --------- | --------- | --------- | --------- | --------- | ------------ | ----- | ----- | ----- | ----- | ----- | ----- | ----------------------------------------------------------------------------------- |
| 1994/95 | Третя                                  | 15 з 22   | 42        | 14        | 9         | 19        | 35−51     | 51        | 1/128 фіналу | 1     | 0     | 0     | 1     | 0−1   | 0     |                                                                                     |
| 1994/95 | в т.ч. «Трансімпекс» (Вишневе)         | —         | 21        | 8         | 6         | 7         | 23−20     | 30        | 1/128 фіналу | 1     | 0     | 0     | 1     | 0−1   | 0     |                                                                                     |
| 1994/95 | в т.ч. «Трансімпекс-Рось-2» (Терезине) | —         | 17        | 5         | 2         | 10        | 8−25      | 17        | —            | —     | —     | —     | —     | —     | —     |                                                                                     |
| 1994/95 | в т.ч. «Схід» (Славутич)               | —         | 4         | 1         | 1         | 2         | 4−6       | 4         | —            | —     | —     | —     | —     | —     | —     |                                                                                     |
| Всього  | Третя                                  | 1 сезон   | 0         | 0         | 0         | 0         | 0−0       | 0         | >1 сезон     | 1     | 0     | 0     | 1     | 0−1   | 0     | результати виступів в чемпіонаті обидвох цих команд-попередників зараховано «Сходу» |